# Fé Bahá'í em Portugal
A Fé Bahá'í é uma religião que se encontra estabelecida em Portugal desde o final da década de 1940 do século XX. A Comunidade Bahá'í de Portugal conta hoje com milhares de membros residentes em dezenas de localidades de Portugal continental, Açores e Madeira.

## Primeiras Referências
A primeira referência à Fé Bahá'í feita em Portugal data de 1878, no Dicionário Popular dirigido por Manoel Pinheiro Chagas e editado pela Tipografia do Diário Ilustrado em Lisboa. 
Posteriormente, Eça de Queirós na obra A Correspondência de Fradique Mendes refere a fé Babi (precursora da fé Bahá'í), afirmando que o protagonista passara um ano e um dia na Pérsia para perceber como é que nasciam as religiões.

## Crescimento da Comunidade
Os primeiros actos de divulgação da Fé Bahá'í em Portugal tiveram lugar em 1926, com a visita de duas Bahá'ís americanas, Martha Root e Florence Schopflocher Nessa ocasião essas duas crentes proferiram conferências no Clube Rotário e ofereceram livros à Biblioteca Nacional e Universidade Politécnica. Os jornais Diário de Notícias e Diário de Lisboa deram noticiaram estas actividades e publicaram entrevistas.
Só no final da 2ª Guerra Mundial é que se assistiu a um plano sistemático de divulgação e expansão da Fé Bahá'í em Portugal, com a chegada de pioneiros americanos que se estabeleceram em diversas localidades portuguesas. Como consequência desse plano, em 1949 foi eleita em Lisboa a primeira Assembleia Espiritual Local (organismo que governa os assuntos da Comunidade Bahá'í a nível local). Nos anos seguintes foram eleitas outras Assembleias Locais e em 1962 foi eleita pela primeira vez a Assembleia Espiritual Nacional dos Bahá'ís de Portugal.
Durante o regime anterior ao 25 de Abril de 1974, os Bahá'ís depararam-se com diversas problemas colocadas pelas autoridades portuguesas. Por várias vezes, o Centro Nacional Bahá'í, em Lisboa, foi alvo de rusgas, tendo sido confiscado diversos livros, folhetos e cartazes; em Portugal e nas colónias, foram diversos os crentes chamados às instalações da PIDE para prestar declarações. Na Guiné-Bissau, houve um crente que morreu na prisão depois de ter sido sucessivamente espancado; nesse território houve pioneiros portugueses que foram expulsos por ordem das autoridades coloniais.
Após a revolução de 25 de Abril de 1974, desapareceram as restrições e impedimentos às actividades da Comunidade Bahá'í em Portugal. Em 1975, a Comunidade Bahá'í foi reconhecida como Pessoa Religiosa Colectiva. Em 1999, a Comunidade Bahá'í de Portugal foi autorizada pelo Ministério da Educação a leccionar aulas de Educação Moral e Religiosa nas escolas públicas. E em 2007 o Ministério da Justiça reconheceu os Bahá'ís de Portugal como Comunidade Religiosa Radicada.

## Actividades da Comunidade
Actualmente existem milhares de Bahá'ís em dezenas de localidades de Portugal continental, Açores e Madeira. Para divulgar a sua religião, os Bahá'ís evitam actos de proselitismo agressivo e preferem envolver-se em campanhas de sensibilização social, colóquios e conferências públicas, distribuição de literatura, cursos de formação, exposições e espectáculos artísticos. Nestas actividades são abordados temas tão diversos como a defesa dos direitos humanos, a promoção da condição da mulher, o desenvolvimento social e económico, a educação de valores, o meio ambiente. 
Nos programas de televisão "A Fé dos Homens" e "Caminhos" dedicados às confissões religiosas, e emitidos na RTP2, também se regista com alguma regularidade a participação da Comunidade Bahá'í.
No campo do diálogo inter-religioso em Portugal, a comunidade Bahá'í tem tido uma participação activa, colaborando em diversos eventos, nomeadamente conferências organizadas pela Comissão de Liberdade Religiosa, por Universidades e por outros organismos públicos.
Uma figura conhecida da Comunidade Bahá'í é o campeão olímpico Nelson Évora.